# Estructures de Yonaguni
Les estructures de Yonaguni (与那国海底構造物 Yonaguni kaitei kōzōbutsu?) són un conjunt d'estructures descobertes sota el mar a l'illa japonesa de Yonaguni, a la prefectura d'Okinawa, el 1985 pel submarinista japonès Kihachirō Aratake.
Es tracta d'una estructura megalítica, que probablement s'ubicava fora el mar durant les eres glacials, amb formes que alguns científics afirmen que foren tallades per éssers humans.

Masaaki Kimura, geòleg marí de la Universitat de Ryukyu, afirma que l'home hauria modificat fa 10.000 anys aquesta estructura d'origen natural quan encara no es trobava submergida. Kimura i el seu equip del Centre Geològic Oceanogràfic foren els primers en cartografiar l'estructura, que recorda una piràmide escalonada, el 1992.
Alguns investigadors creuen que es tractaria dels vestigis d'una antiga civilització perduda del Pacífic.
Si aquestes teories fossin certes estaríem parlant del monument humà més antic mai descobert, però altres experts es mostren escèptics i afirmen que les estructures de Yonaguni són només conjunts rocosos de formació natural causada per l'acció de l'erosió marítima.